# Filistata seclusa
Filistata seclusa är en spindelart som beskrevs av O. Pickard-Cambridge 1885. Filistata seclusa ingår i släktet Filistata och familjen Filistatidae. Inga underarter finns listade i Catalogue of Life.